# Chersotis iintactum
Chersotis iintactum är en fjärilsart som beskrevs av Jacob Hübner 1803. Chersotis iintactum ingår i släktet Chersotis och familjen nattflyn. Inga underarter finns listade i Catalogue of Life.